# Antischleiermittel (Galvanotechnik)
Antischleiermittel werden in der Galvanotechnik zur Unterdrückung der in den Säurebädern entstehenden Nebel eingesetzt. Sie werden daher auch als Nebelunterdrücker bezeichnet.
In der galvanischen Verchromung werden unter anderem Perfluoroctansulfonate (PFOS-Salze), 6:2-FTS (H4PFOS-Salze), F-53B und F-53 eingesetzt, um die Exposition der Arbeiter gegenüber den krebserregenden Chrom(VI)-Verbindungen zu verringern.